# Hércules Pereira do Nascimento
Hércules Pereira do Nascimento (Jaicós, Piauí, Brasil; 20 de octubre de 2000) conocido simplemente como Hércules, es un futbolista profesional brasileño que juega como mediocampista en el Fluminense Football Club de la Serie A de Brasil.

## Trayectoria
Hércules inició su carrera en el São Bernardo en 2016, permaneciendo ocho meses en el club antes de optar por irse por nostalgia. En 2019 jugó para el equipo sub-20 de Tiradentes-CE antes de hacer su debut absoluto el 1 de junio de 2019 en una derrota por 1-2 en el Campeonato Cearense Segunda Divisão como visitante contra Crato. Más adelante en el año se unió al Atlético Cearense y regresó a la base juvenil.
Hércules fue cedido al Crato en octubre de 2020, ayudando en el ascenso del club desde el segundo nivel. Al regresar al Atlético Cearense se convirtió en un titular habitual impresionando durante el Campeonato Cearense 2021.
El 28 de mayo de 2021 fichó cedido por el Fortaleza hasta final de año, y estaba destinado inicialmente a la Sub-23. En diciembre el club pagó R$ 200.000 por el 50% de sus derechos económicos y acordó un contrato indefinido hasta diciembre de 2024.
Hércules hizo su debut en el primer equipo con Fortaleza el 24 de febrero de 2022 reemplazando a Juninho Capixaba en la victoria por 1-0 en casa sobre Pacajus. Anotó su primer gol profesional el 3 de marzo, anotando el quinto de su equipo en una derrota por 5-0 del mismo oponente.
Hércules hizo su debut en la Série A brasileña el 10 de abril de 2022 reemplazando a Matheus Jussa en la derrota en casa por 0-1 contra Cuiabá.

## Clubes
| Club                    | País   | Año       |
| ----------------------- | ------ | --------- |
| A. E. Tiradentes        | Brasil | 2019      |
| F. C. Atlético Cearense | Brasil | 2020-2021 |
| Crato E. C. (cedido)    | Brasil | 2020      |
| Fortaleza E. C (cedido) | Brasil | 2021      |
| Fortaleza E. C.         | Brasil | 2022-2025 |
| Fluminense F. C.        | Brasil | 2025-act. |

## Palmarés
Fortaleza
- Copa do Nordeste: 2022
- Campeonato Cearense: 2022